# 郷田兼安

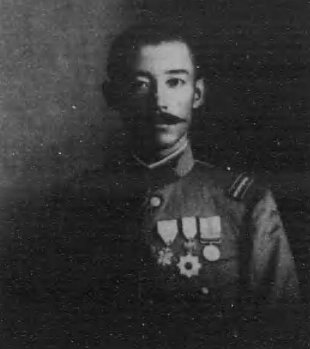
郷田兼安

郷田 兼安（ごうだ かねやす、1879年（明治12年）11月30日 – 1941年（昭和16年）12月10日）は、大日本帝国陸軍軍人。最終階級は陸軍中将。大分県佐伯市長。

## 経歴
現在の鹿児島県鹿児島市池之上町で生まれた。1900年（明治33年）11月21日、陸軍士官学校（12期）を卒業し、翌年6月25日に歩兵少尉に任官した。1909年（明治42年）12月3日、陸軍大学校（21期）を卒業。以後、台湾軍参謀、歩兵第11連隊長、第12師団司令部附（九州帝国大学配属将校）、歩兵第33旅団長、第4師団司令部附、豊予要塞司令官などを歴任し、1931年（昭和6年）8月1日に陸軍中将に昇進と同時に待命となり、同月29日予備役に編入された。
1941年（昭和16年）、佐伯市発足に当たって請われて、同年8月12日、初代の佐伯市長に就任したが、同年12月10日、大分市で行われた県民大会に出席し、その夜に宿舎で急逝した。

## 栄典
- 1901年（明治34年）10月10日 - 正八位[8]
- 1910年（明治43年）9月30日 - 従六位[9]